# Landolphia le-testui
Landolphia le-testui är en oleanderväxtart som först beskrevs av François Pellegrin, och fick sitt nu gällande namn av Marcel Pichon. Landolphia le-testui ingår i släktet Landolphia och familjen oleanderväxter. Inga underarter finns listade i Catalogue of Life.